# Wilhelm Räderscheidt

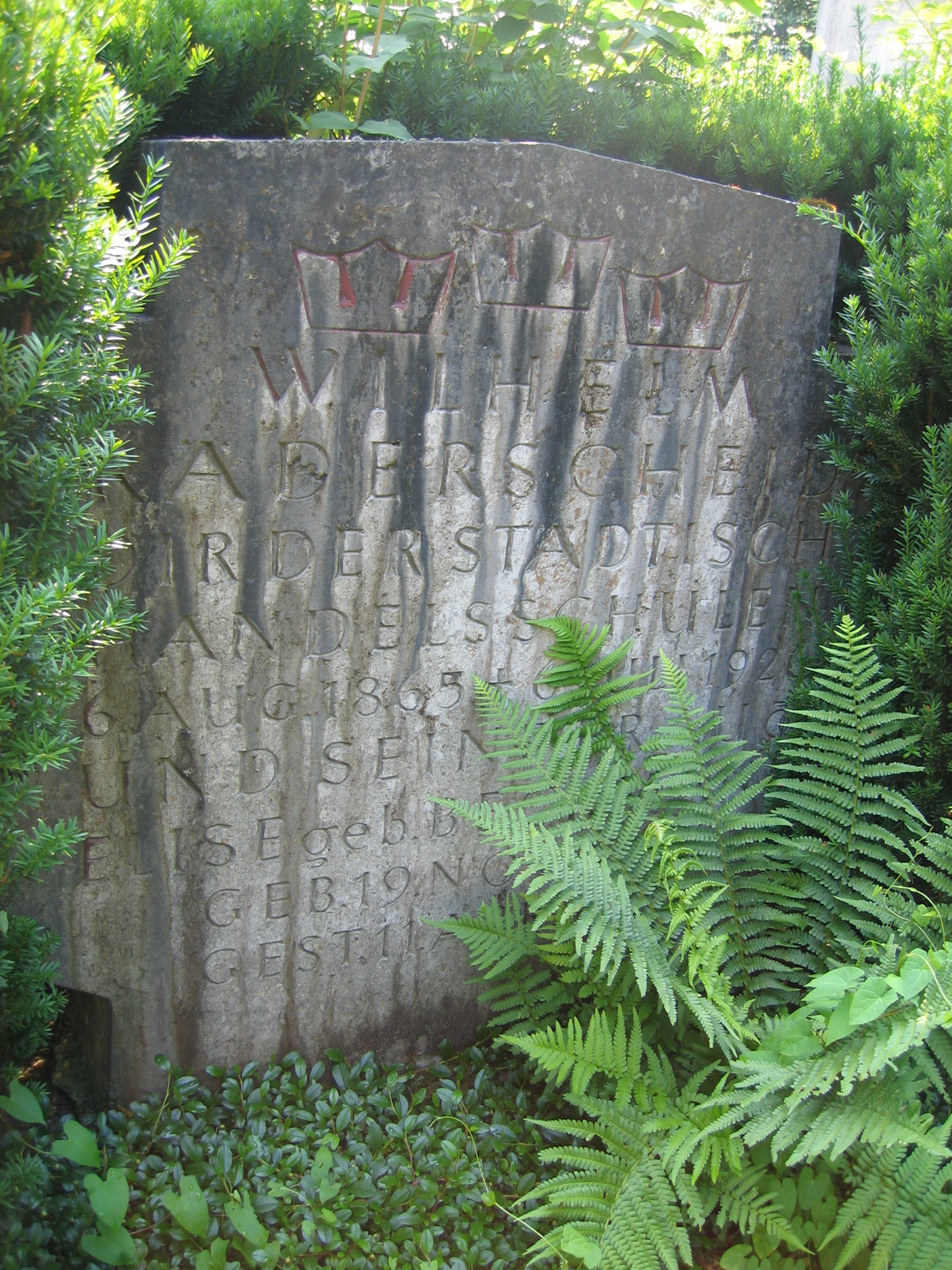
Räderscheidts Grabstein auf dem Kölner Südfriedhof

Wilhelm Räderscheidt (* 8. August 1865 in Köln; † 6. Juli 1926 ebenda) war ein Kölner Mundartdichter.
Er arbeitete als Volks- und Mittelschullehrer und später als Direktor der Kölner Handelsschule. Wilhelm Räderscheidt war zeitweise Mitglied des Kölner Stadtrates und seit 1913 Ehrenmitglied im Heimatverein Alt-Köln.
Frühe Liedtexte für den Kölner Karneval veröffentlichte er unter dem Pseudonym Willy Köhne. Seit 1912 schrieb er kölsche Texte für die Zeitschrift Jung-Köln unter dem Pseudonym Ohm Will. Von 1915 bis 1917 veröffentlichte er regelmäßig Stimmungbilder in Vers und Prosa in der Kölnischen Zeitung, welche ab 1916 in Buchform unter dem Titel Köllen en Kreegszigge erschienen.
1912 gewann Räderscheidt bei den Kölner Blumenspielen den ersten Preis für sein Gedicht Der Knochen der Erinnerung und gewann 1914 mit Der missroode Son den Johannes-Fastenrath-Preis.
Wilhelm Räderscheidt verfasste Stücke für das Kölner Hänneschen-Theater sowie Prosatexte und Lyrik. Das Karnevalslied De Geiß wollt ’ne lange Stätz han wurde von ihm getextet. 1925 erschien eine Sammlung seiner Gedichte unter dem Titel „Ohm Will“.
Wilhelm Räderscheidt war mit Elisabeth Beckmann (1868–1922) verheiratet, gemeinsam hatten sie drei Töchter (Sophia Anna Maria (1888–1975), Katharina (1899–1939) und Wilhelmine (1900–52)) und vier Söhne (Wilhelm (1889–1978), Ferdinand (1897–1917), Hugo (* 1908) sowie den Maler Anton Räderscheidt (1892–1970)).

## Werke
- Der Ohm Will. Köln: Greven 1988 (Beiträge zur kölnischen Geschichte, Sprache und Eigenart; Bd. 69) ISBN 3-7743-0246-4 (zuerst: Köln: J. G. Schmitz	1925)
- W.R. u. Heinrich Vordemfelde: Lehrbuch der Deutschen Einheitskurzschrift. Köln: P. Neubner o. J. (1926)
- Jet för et Hätz: Ein Mundart- u. Heimatbuch f. d. Kölner Jugend. o. O. (Köln: Oskar Müller) o. J. (1924)